# Verisure

Verisure Deutschland Firmenlogo

Verisure Sàrl (kurz Verisure) ist ein europäisches Unternehmen, das Gefahrenmeldeanlagen für Privathaushalte und Kleinunternehmen herstellt und eine angeschlossene Notruf- und Serviceleitstelle (NSL) betreibt. In Deutschland und elf weiteren europäischen Ländern sowie in Lateinamerika vertreibt es die Sicherheitslösung unter der Marke Verisure, in Spanien und Portugal unter der Marke Securitas Direct. In Europa ist das Unternehmen Marktführer im Segment überwachter Alarmsysteme für Wohnimmobilien und Kleinunternehmen.
Das Geschäftsmodell umfasst Produkttests, den Verkauf und die Installation von Alarmanlagen sowie die Fernüberwachung.
Verisure gehört Hellman & Friedman. Der Hauptsitz des Unternehmens ist in Versoix bei Genf, Schweiz.

## Geschichte
Das Unternehmen wurde 1988 als Sparte der schwedischen Firma Securitas AB unter der Bezeichnung Securitas Direct gegründet und firmierte 2009 um in Verisure. Der Mehrheitsaktionär ist seit 2015 der Investor Hellman & Friedman.
Nach der Gründung konzentrierte sich das Unternehmen zunächst auf Alarmanlagen für Wohnimmobilien. Im Jahr 1993 erweiterte es sein Angebot um das Monitoring. Der Service wurde 1996 auf Kleinbetriebe ausgeweitet. Ende 2019 übernahm Verisure das Europa-Geschäft von Arlo, einem der führenden Anbieter vernetzter Überwachungskameras in Europa.
In den 1990er Jahren begann die Expansion in Europa. Seit 2010 gründete Verisure auch Niederlassungen in Lateinamerika. Das globale Unternehmen unter der Leitung von Austin Lally beschäftigt über 20.000 Mitarbeiter und hat insgesamt über 4 Millionen Kunden in 16 Ländern (Stand: 2021), darunter Schweden, Norwegen, Finnland, Dänemark, Spanien, Portugal, Frankreich, Italien, Brasilien, Chile und Deutschland. Mehr als 300 Mitarbeiter sind in Forschungs- und Entwicklungsabteilungen tätig.

### Deutschland
Verisure eröffnete im November 2018 seine Deutschland-Zentrale in Ratingen bei Düsseldorf. Dort hat auch die Notruf- und Serviceleitstelle (NSL) für die deutschen Kunden ihren Sitz, die 2020 durch die VdS Schadenverhütung GmbH zertifiziert wurde. Das Unternehmen hat Niederlassungen in Hessen, Rheinland-Pfalz, Berlin, Baden-Württemberg und zuletzt 2021 in Hamburg.

## Auszeichnungen
Mit dem Red Dot Design Award wurden 2021 unter anderem die Alarmsuite, das Voice Pad, der SOS-Alarmknopf, die Überwachungskamera Arlo Essential und die Arlo Essential Video Doorbell ausgezeichnet.